# سيسيليا فوسكو
سيسيليا فوسكو (بالإيطالية: Cecilia Fusco)‏ هي مغنية إيطالية، ولدت في القرن العشرين في روما في إيطاليا.

## وصلات خارجية
- سيسيليا فوسكو على موقع IMDb (الإنجليزية)